# Острови ABC (Антильські острови)
Острови ABC (нід. ABC-eilanden; пап'ям. Islanan ABC) — три острови Аруба, Бонайре і Кюрасао. Ці острови є найзахіднішими серед Підвітряних островів у складі Антильських островів у Карибському морі. Розташовані на північ від штату Фалькон, Венесуела. Історично, ці острови відносять до Північної Америки, проте географічно вони знаходяться у Південній Америці. Відкриті в травні 1499 року мореплавцем Алонсо де Охедою. Проте офіційно відкриття приписують Амеріго Веспуччі, чий картограф вперше описав ці острови.
Із заходу на схід вони розташовуються так — Аруба, Кюрасао, Бонайре. Всі три острови входять до складу Королівства Нідерланди. Аруба та Кюрасао є автономними, самоврядними членами Королівства Нідерландів, а Бонайре — спеціальним муніципалітетом Нідерландів.
Їх можна порівняти з SSS-островами — Саба, Сінт-Естатіус і Сінт-Мартен — перші два є спеціальними муніципалітетами Нідерландів, а Сінт-Мартен — самоврядним членом цього Королівства.